# Petroleuciscus smyrnaeus
Petroleuciscus smyrnaeus är en fiskart som först beskrevs av Boulenger, 1896.  Petroleuciscus smyrnaeus ingår i släktet Petroleuciscus och familjen karpfiskar. IUCN kategoriserar arten globalt som otillräckligt studerad. Inga underarter finns listade i Catalogue of Life.